# 302nd Airlift Wing

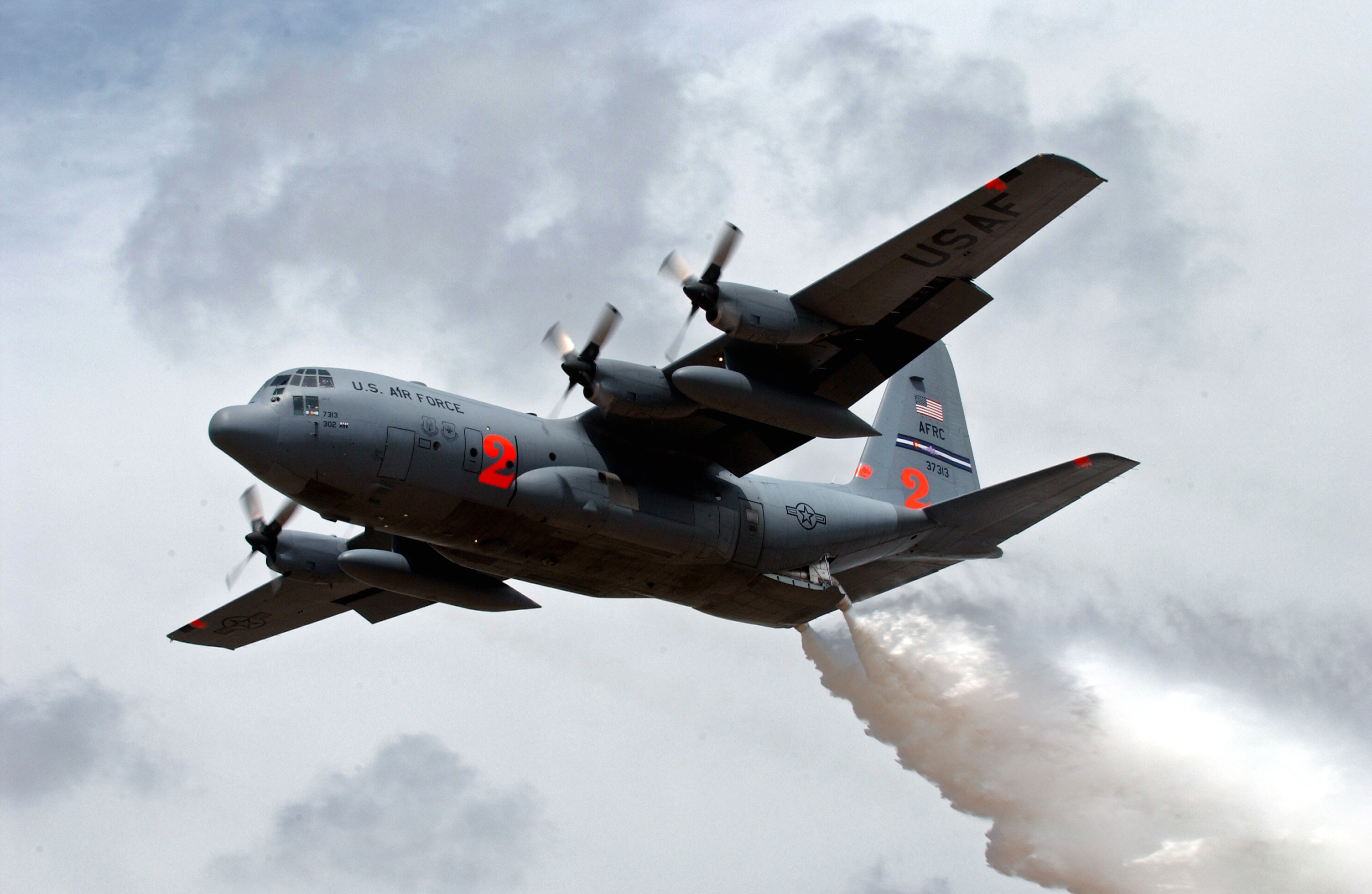
C-130H dello stormo

Il 302nd Airlift Wing è uno stormo da trasporto dell'Air Force Reserve Command, inquadrato nella Twenty-Second Air Force. Il suo quartier generale è situato presso la Peterson Air Force Base, nel  Colorado.

## Missione
Lo stormo, oltre alle normali funzioni di trasporto e lancio, è l'unico reparto della Air Force Reserve Command dedicato alle operazioni anti-incendio, attraverso un sistema modulare aerotrasportato dello U.S. Forest Service detto MAFFS.

## Organizzazione
Al settembre 2017, esso controlla:
- 302nd Operations Group
  - 302nd Operation Support Squadron
  -  731st Airlift Squadron - Equipaggiato con 8 C-130H
  - 34th Aeromedical Evacuation Squadron
- 302nd Mission Support Group
  - 302nd Civil Engineer Squadron
  - 302nd Logistics Readiness Squadron
  - 302nd Security Forces Squadron
  - 39th Aerial Port Squadron
- 302nd Maintenance Group
  - 302nd Aircraft Maintenance Squadron
  - 302nd Maintenance Squadron